# Стагнація водойми
Стагнація водойми (лат. stagno — роблю нерухомим) — період застою у водоймі, коли відсутня вертикальна циркуляція водних мас, внаслідок чого виникають дефіцит кисню, збільшення в придонних шарах води концентрації сірководню, вуглекислого газу, аміаку та ін.
Стагнація водойми особливо характерна для стоячих водойм (зазвичай озер) помірних широт, виникає, як правило, двічі на рік — взимку і літом, коли уся водна товща озера розділена термоклином на два шари, що чітко розрізняються між собою: верхній — в епілімніоні — із задовільним газовим режимом (без явного дефіциту кисню) і нижній — в гіполімніоні — з дефіцитом кисню і присутністю (у значних кількостях) сірководню, метану, вуглекислоти. Внаслідок стагнації утворюється киснева і температурна дихотомія, коли епілімніон і гіполімніон за основними фізико-хімічними і біологічними характеристиками різко відрізняються один від одного. При температурі +4 °С (при якій вода набуває максимальну щільність і масу) рано навесні (при підвищенні температури води до +4 °С) і пізньою осінню (при пониженні температури води до +4 °С) киснева дихотомія ліквідовується (внаслідок опускання щільнішого шару з епілімніону і підняття менш щільної води з гіполімніону в епілімніон).